# Tau (localitate)
Tau este o localitate din comuna Strand, provincia Rogaland, Norvegia, cu o suprafață de 2,09 km² și o populație de 3.004 locuitori (2013).